# 立川只四楼
立川 只四楼（たてかわ ただしろう、本名：内藤 陽介（ないとう ようすけ）、1979年6月18日 - ）は、落語家である。
岩手県盛岡市出身（一部プロフィールでは神奈川県出身となっている）。太田プロダクション所属。東京NSC8期生出身。ピン芸人時代の芸名はメンソールライトであり、転身後もしばらく太田プロのホームページにこの名義で掲載されていた。

## 来歴・人物
過去に会津孝太とのコンビ『インジャリカン』（東京吉本所属）で活動。その後2005年4月解散後、太田プロダクションに移籍し、『のみくい処』として再結成。いずれもボケ担当だった。2008年6月に解散後ピン芸人として活動。
芸名は土田晃之が命名。この芸名は「男（メン）がどん底（ソール）を経験した時に光（ライト）が見えた」という意味を持つ。
お笑いライブ「TEPPEN」にて「第7代TEPPENピンチャンピオン」のタイトルを持つ。
M-1グランプリ2010では、本日は晴天なりとのコンビ「メンソールレフト」で出場。
中華料理が特技にあり、横浜中華街で5年間アルバイトしていた経験があるという。
2015年10月、落語家に転身。立川談四楼に入門し、立川只四楼の名をもらう。談四楼は当初、只四楼がメンソールライトであることを明かしていなかったが、12月の談四楼の独演会にて初高座。高座を見て、正体に気付いたファンの複数のツイートを受けて談四楼がそれを認めている。

## 芸風
主に漫談。立ち飲み漫談、落語家漫談等を得意とする。口調や仕草が立川談志にそっくりである。これはピン芸人になった時に見た談志の高座に感銘を受けたため。
ネタ中にテーマに沿ったジョークを言うが、客が感心してしまい笑わない場合「拍手じゃなくて(オーじゃなくて)笑い声が欲しいんだよ」と言う事がある。ギャルをネタにする事が多い。

## 出演番組

### テレビ
コンビ時代
- 科学大好き土よう塾（NHK教育テレビ）- 「のみくい処」時代の出演（2008年）
- 給与明細（テレビ東京） - 「のみくい処」時代の出演

ピン時代
- 爆笑ホワイトカーペット（フジテレビ、2009年10月3日）キャッチコピーは『気持ちスッとします』
- 爆笑レッドカーペット（フジテレビ、2009年11月14日）キャッチコピーは『気持ちスッとします』
- エンタの神様（日本テレビ）- 2009年9月19日初出演、キャッチコピーは「冷やかな発火（ハッカ）点」
- 爆笑トライアウト（NHK総合、2009年10月30日）
  - 会場審査で2位（473TP）だったため、オンバト挑戦権獲得。視聴者投票は2位（1051票）。
- 爆笑オンエアバトル（NHK総合テレビ） 戦績1勝0敗 最高437KB
- オンバト+（NHK総合） 戦績9勝4敗 最高477KB
- 笑っていいとも!増刊号（フジテレビ、2011年8月21日）-「アルタ甲子園」コーナー
- 女神のマルシェ（日本テレビ）- 2013年5月17日「ちょい足しレシピコンテスト」

### ラジオ
- のーぎゃらくん（BSQR489 - 文化放送BSデジタルラジオチャンネル） - 「のみくい処」時代の出演